# Haaken Gulleson

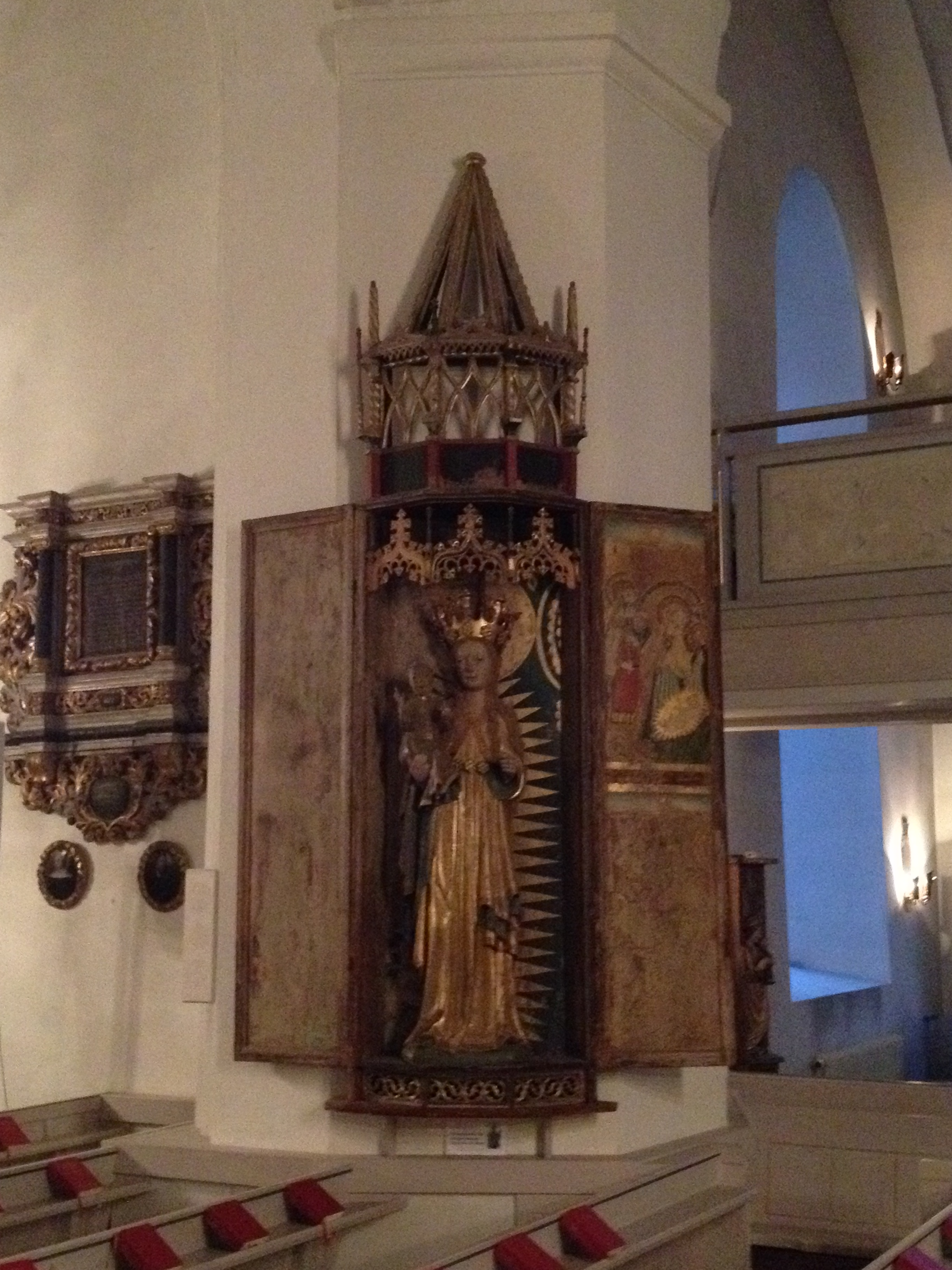
Bollnäsmadonnan i Bollnäs kyrka.

Haaken Gulleson, död efter 1520, var en svensk målare och verkstadsledare. Han bodde i byn Fläcka i Enångers socken. Gulleson samverkade med flera idag till namnet okända skulptörer. 
Haaken Gulleson har länge i litteraturen ansetts vara skulptör, men den senaste forskningen har sett honom som verkstadsledare och målare. I Haaken Gullesons verkstad utvecklades en speciell stil som blandade äldre, romanska stildrag med den samtida gotiken. Resultatet blev skulpturer av hög kvalitet.
Haaken Gullesons signatur återfinns på sex skulpturer i södra Norrland, varav fyra från Hälsingland, en från Medelpad och en från Jämtland. Han är förmodligen upphovsman till många fler verk spridda inom samma geografiska område som inte säkert kunnat tillskrivas honom. Till de signerade verken hör två versioner av Anna själv tredje. Den ena dateras av signaturen till 1520 och hör till Enångers gamla kyrka och den andra finns i Mattmars kyrka. Två madonnabilder, en i Bollnäs kyrka och en i Forsa kyrka. Samt två helgonbilder, en av Olof den helige i Borgsjö kyrka och en av Sankt Nicolaus i Hälsingtuna kyrka.
Den tidigare i särklass mest uppmärksammade skulpturen, den större Bollnäsmadonnan, har på senare tid av forskningen avskrivits från Haaken Gullesons verksförteckning, vad gäller skulpturen, dock anses att skulpturen är målad av Haaken Gullesons verkstad.
Från Haaken Gullesons verkstad finns avknoppade verkstäder (tidigare förtecknade som "skolarbeten") som bör ha etablerat sig längre norrut. Kyrklig skulptur av hela denna krets kring Haaken Gulleson finns i Hälsingland, Medelpad, Ångermanland, Jämtland, Dalarna och Norge.
Platsen där han bodde och verkade finns ännu kvar i Fläcka by och är utmärkt med ett kors, likaså finns även hans son Olof Haakonson gård och släkt kvar fast den har nu namnet Borin.